# Dibeloniella citrinella
Dibeloniella citrinella är en svampart som först beskrevs av Rehm, och fick sitt nu gällande namn av E. Müll. & Défago 1968. Dibeloniella citrinella ingår i släktet Dibeloniella och familjen Dermateaceae.   Inga underarter finns listade i Catalogue of Life.